# Svegliatevi nel core
Svegliatevi nel core — знаменитая ария из барочной оперы Георга Фридриха Генделя «Юлий Цезарь в Египте» (Акт 1, сцена 1) (написана в 1724 году, либретто Николя Франческо Аим.
Ария исполняется персонажем по имени Секст (Секст Помпей Магн), сыном Помпея Великого, которого коварно убили по прибытии в Египет. Секст уверяет свою мать Корнелию (на самом деле — мачеху), что отмстит за смерть отца. Действие происходит на мосту через Нил при входе в Александрию (Египет), в 48 году до н. э.
Партия предназначалась для лирического колоратурного сопрано в травести-роли (женщины, переодетой в мужчину), но в настоящий момент ария входит в репертуар и теноров, например, Пласидо Доминго.

## Текст
| Оригинал | Перевод[кого?] |
| --- | --- |
| Речитатив: Vani sono i lamenti; è tempo, o Sesto, ormai di vendicar' il padre, si svegli alla vendetta l’anima neghittosa, che offesa da un tiranno invan riposa.      | Бесполезны жалобы, Настало время, о Секст, Отомстить за отца, Пробудить для мести Ленивую душу, Которая, оскорбленная тираном, отдыхала напрасно.                                        |
| Svegliatevi nel core, furie d’un alma offesa a far d’un traditor aspra vendetta! L’ombra del genitore accorre a mia difesa, e dice: a te il rigor, Figlio, si aspetta. | Пробудитесь в сердце, Фурии оскорбленной души, Чтобы обратить на предателя Суровое мщение! Призрак моего отца Спешит мне на защиту Говоря: «От тебя, сын мой, Ожидается непреклонность». |